# Spigelia petiolata
Spigelia petiolata är en tvåhjärtbladig växtart som beskrevs av H.Hurley och Francisco Javier Fernández Casas. Spigelia petiolata ingår i släktet Spigelia och familjen Loganiaceae. Inga underarter finns listade i Catalogue of Life.